# Leonid Romanov
Leonid Romanov (en russe : Леонид Михайлович Романов; né le 13 février 1947) est un escrimeur soviétique pratiquant le fleuret.
Il remporte la médaille d’argent par équipes lors des Jeux de 1972.